# Elezioni primarie di "Italia. Bene Comune" del 2012
Le elezioni primarie di "Italia. Bene Comune" del 2012 sono elezioni primarie avvenute in Italia per individuare il leader della coalizione di centro-sinistra "Italia. Bene Comune", raggruppante ufficialmente il Partito Democratico, Sinistra Ecologia Libertà e il Partito Socialista Italiano, in vista delle successive elezioni politiche del 2013.
Al primo turno, svoltosi il 25 novembre 2012, nessuno dei cinque candidati ha raggiunto il 50%+1 dei voti, pertanto il 2 dicembre successivo si è svolto il ballottaggio tra i due candidati che hanno ottenuto il maggior numero di voti, ossia Pier Luigi Bersani, segretario del PD, e Matteo Renzi, anch'egli del PD e sindaco di Firenze. Al termine del ballottaggio Bersani è risultato vincitore con oltre il 60% dei voti contro il 39% di Renzi; Bersani è stato dunque il candidato del centro-sinistra alla presidenza del Consiglio dei ministri nelle consultazioni politiche del febbraio 2013.

## Storia
Le primarie sono state ufficializzate dal segretario del Partito Democratico Pier Luigi Bersani l'8 giugno 2012, nel corso di una Direzione nazionale del partito; all'Assemblea nazionale del PD del 14 luglio Bersani ha confermato nuovamente la volontà di tenere delle primarie, annunciando nel contempo la propria candidatura. Il 31 luglio Bersani ha presentato una Carta d'intentità, intitolata Italia. Bene Comune, che descrive il programma della futura coalizione, registrando il giorno seguente il sostegno di Nichi Vendola, leader di Sinistra Ecologia Libertà, che si è anch'esso candidato.
Il 13 settembre anche Matteo Renzi, sindaco di Firenze del PD e da tempo in predicato di candidarsi, ha ufficializzato la sua candidatura durante un comizio a Verona. Lo stesso giorno è arrivata la candidatura di Laura Puppato, consigliere del PD alla Regione Veneto. Il giorno dopo è stata resa nota l'ultima candidatura, quella di Bruno Tabacci, assessore di Alleanza per l'Italia nella giunta del Comune di Milano. Il 6 ottobre l'Assemblea nazionale del PD ha modificato lo statuto del partito per permettere anche ad altri iscritti (oltre al segretario, già candidato di diritto) di partecipare alle primarie di coalizione, previa però raccolta delle firme di almeno il 10% dei componenti dell'Assemblea (cioè 95) o di almeno il 3% del numero degli iscritti (stimate quindi in circa 18 000).
Il 13 ottobre PD e SEL assieme al Partito Socialista Italiano hanno presentato ufficialmente la Carta d'intenti di coalizione, largamente ispirata a quella di luglio del PD, ufficializzando l'alleanza di "Italia. Bene Comune" e fissando la data delle primarie. Il 12 novembre i cinque candidati hanno partecipato a un confronto televisivo al Teatro della Luna di Milano, trasmesso in diretta televisiva su Sky TG24 e Cielo, e moderato dal giornalista Gianluca Semprini.
Il 28 novembre i due candidati passati al secondo turno, Bersani e Renzi, hanno partecipato a un nuovo confronto televisivo, trasmesso in diretta su Rai 1, moderato dalla giornalista Monica Maggioni.

## Candidati
Alle primarie hanno partecipato i cinque seguenti candidati:
| Foto | Nome | Nome               | Cariche | logo |
| ---- | ---- | ------------------ | --- | ---- |
|      |      | Pier Luigi Bersani | - Segretario del Partito Democratico (2009-2013) - Ministro dello sviluppo economico (2006-2008) - Ministro dei trasporti e della navigazione (1999-2001) - Ministro dell'industria, del commercio e dell'artigianato (1996-1999) - Presidente della Conferenza delle Regioni e delle Province autonome (1995) - Presidente della Regione Emilia-Romagna (1993-1996) |      |
|      |      | Matteo Renzi       | - Sindaco di Firenze (2009-2014) - Presidente della provincia di Firenze (2004-2009) |      |
|      |      | Nichi Vendola      | - Presidente di Sinistra Ecologia Libertà (2010-2016) - Presidente della Regione Puglia (2005-2015) |      |
|      |      | Laura Puppato      | - Sindaco di Montebelluna (2002-2010) |      |
|      |      | Bruno Tabacci      | - Presidente della Regione Lombardia (1987-1989) |      |

Durante il processo di formazione delle candidature anche altri politici e personalità del centro-sinistra hanno inizialmente manifestato l'intenzione di concorrere alle primarie per poi rinunciarvi, a causa di diversi motivi.
Lo scrittore Fulvio Abbate, pur avendo annunciato l'intenzione di partecipare alle primarie per il movimento Situazionismo e libertà, non ha raccolto le firme necessarie. Stefano Boeri (PD), assessore al Comune di Milano, pur avendo annunciato nel mese di luglio 2012 la sua volontà di partecipare alle primarie, non ha poi intrapreso alcuna campagna elettorale né ha raccolto le firme atte a convalidare la sua partecipazione e non si è infine candidato. Giuseppe Civati (PD), consigliere della Regione Lombardia, che inizialmente aveva dichiarato di voler provare a unire le aree che facevano riferimento a Boeri e alla Puppato, in seguito ha ritirato la propria candidatura. Infine Sandro Gozi (PD), deputato che aveva inizialmente presentato la sua candidatura il 22 settembre, si è ritirato il 15 ottobre poiché non ha raggiunto le 95 firme utili tra i delegati dell'Assemblea nazionale del PD.
Tra i possibili candidati indicati dalla stampa era presente Valdo Spini (indipendente ex DS-PSI, ex ministro ed ex deputato), che aveva detto di stare valutando una sua eventuale candidatura, ma che non ha poi però raccolto le firme necessarie e non risulta pertanto candidato. Inizialmente era prevista anche la candidatura di un esponente del PSI, ma il segretario Riccardo Nencini ha in seguito dichiarato che il suo partito avrebbe sostenuto la candidatura di Bersani.

## Risultati
| Candidato          | Partito                   | I turno   | I turno | II turno  | II turno |
| Candidato          | Partito                   | Voti      | %       | Voti      | %        |
| ------------------ | ------------------------- | --------- | ------- | --------- | -------- |
| Pier Luigi Bersani | Partito Democratico       | 1.395.096 | 44,9    | 1.706.457 | 60,9     |
| Matteo Renzi       | Partito Democratico       | 1.104.958 | 35,5    | 1.095.925 | 39,1     |
| Nichi Vendola      | Sinistra Ecologia Libertà | 485.689   | 15,6    |           |          |
| Laura Puppato      | Partito Democratico       | 80.628    | 2,6     |           |          |
| Bruno Tabacci      | Alleanza per l'Italia     | 43.840    | 1,4     |           |          |
| Totale             | Totale                    | 3.110.210 |         | 2.802.382 |          |

### Primo turno
Il primo turno si è svolto il 25 novembre 2012. Hanno partecipato al voto oltre 3 milioni di votanti e nessuno dei candidati è riuscito a superare la soglia del 50%+1 dei voti; domenica 2 dicembre 2012 si è svolto pertanto il ballottaggio tra i due candidati che hanno raccolto il maggior numero di voti, ossia Pier Luigi Bersani (44,9%) e Matteo Renzi (35,5%). Gli altri candidati hanno ottenuto i seguenti risultati: Nichi Vendola 15,6%, Laura Puppato 2,6%, Bruno Tabacci 1,4%. Polemiche si sono verificate a causa dei forti ritardi nella proclamazione dei risultati definitivi, diffusi soltanto alle 17:30 del giorno successivo alle votazioni (26 novembre 2012).

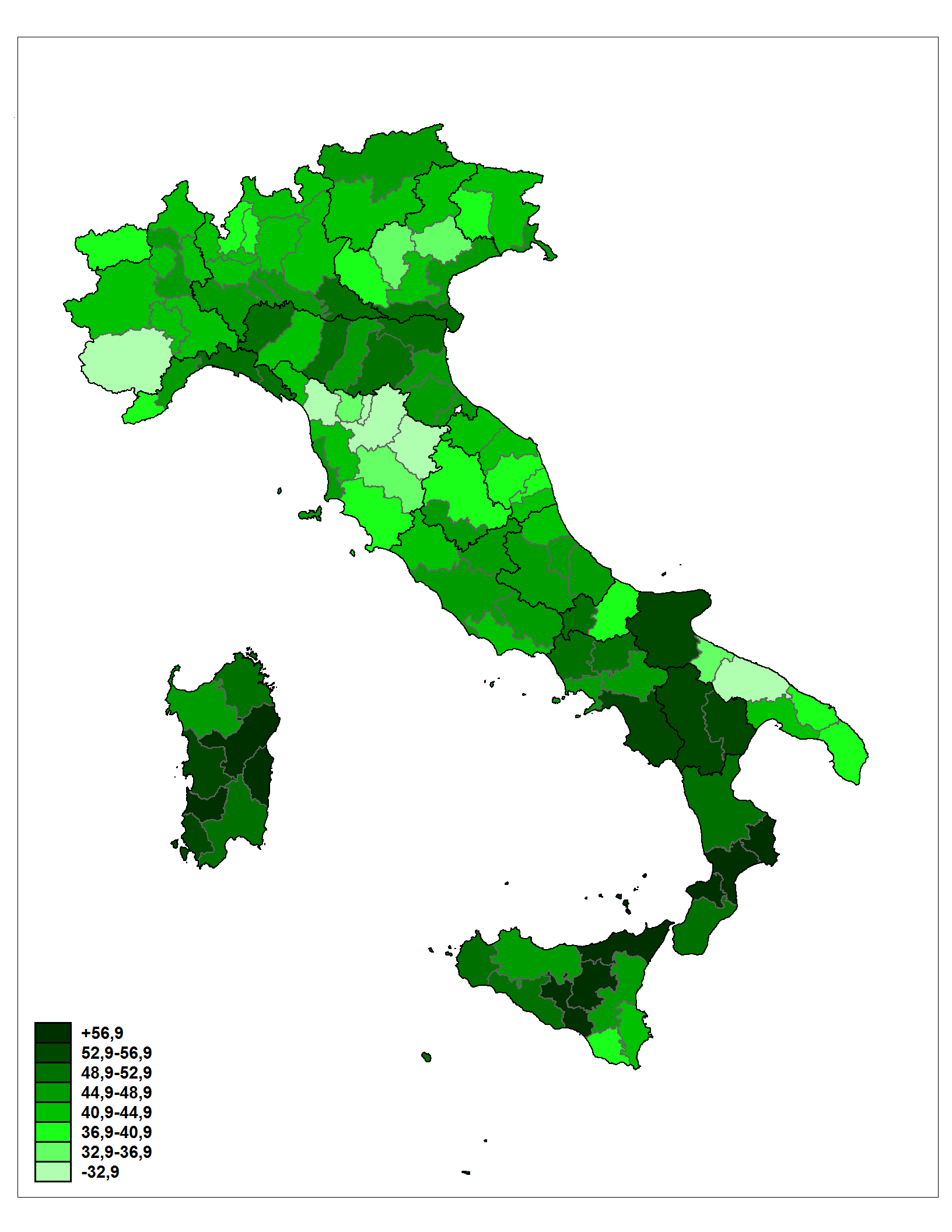
Pier Luigi Bersani (I turno)
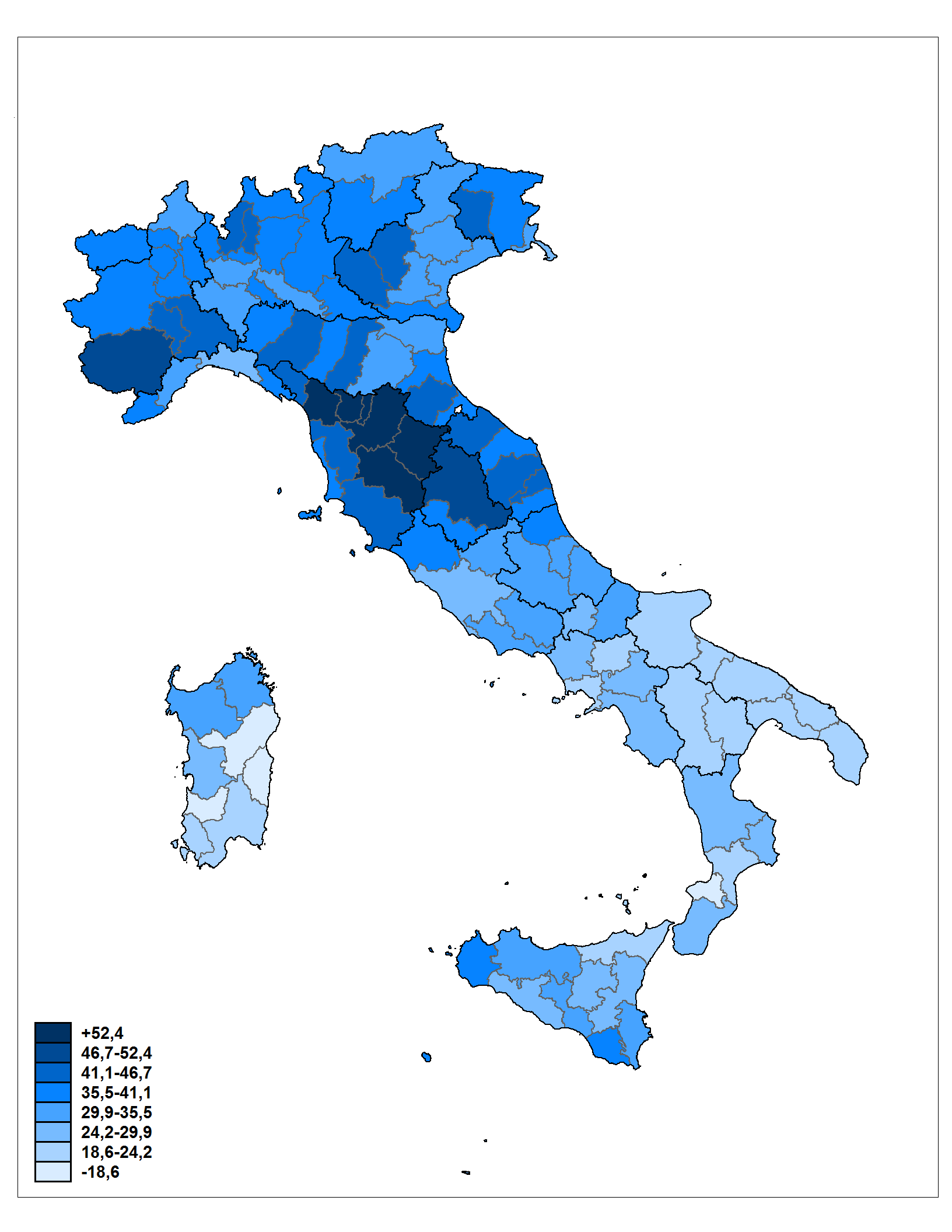
Matteo Renzi (I turno)
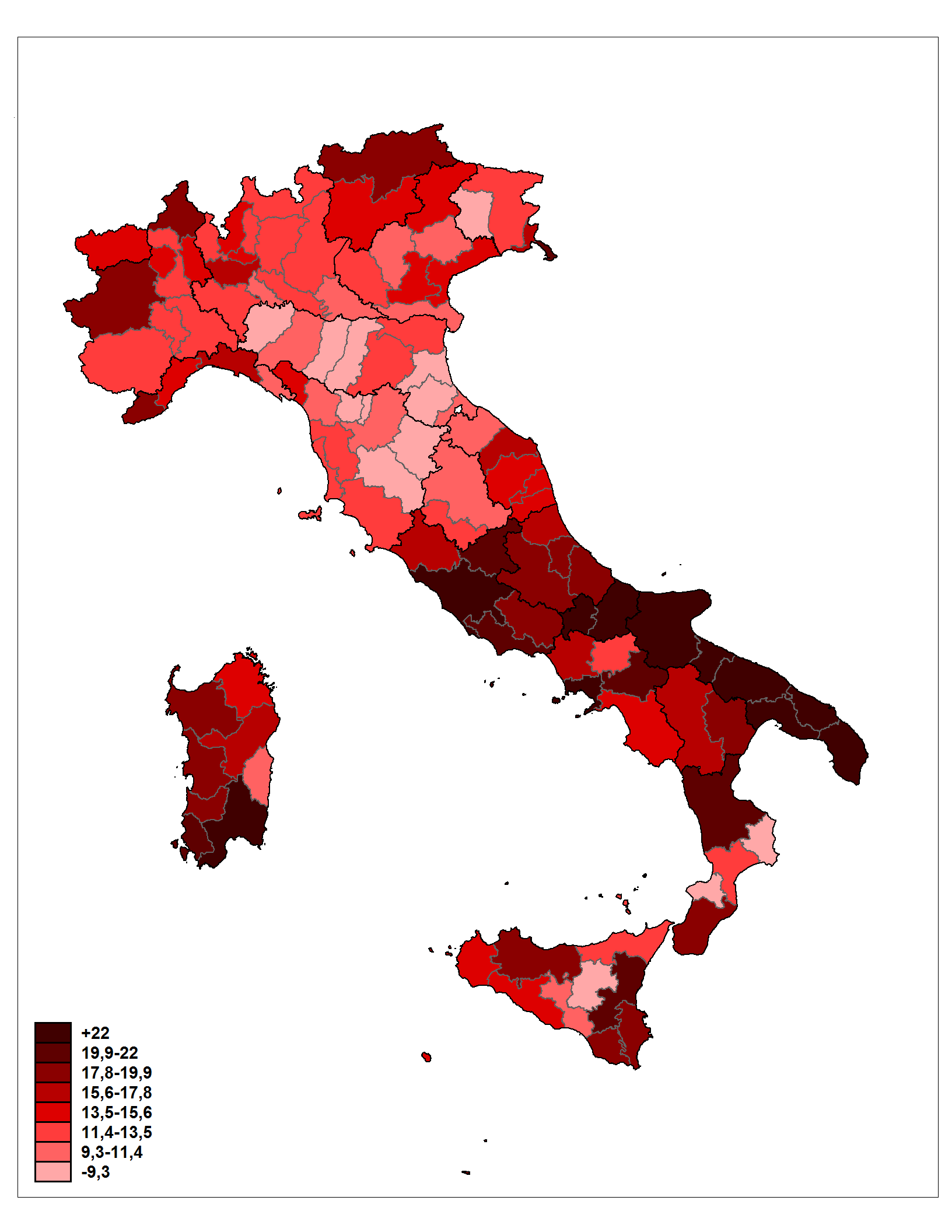
Nichi Vendola (I turno)
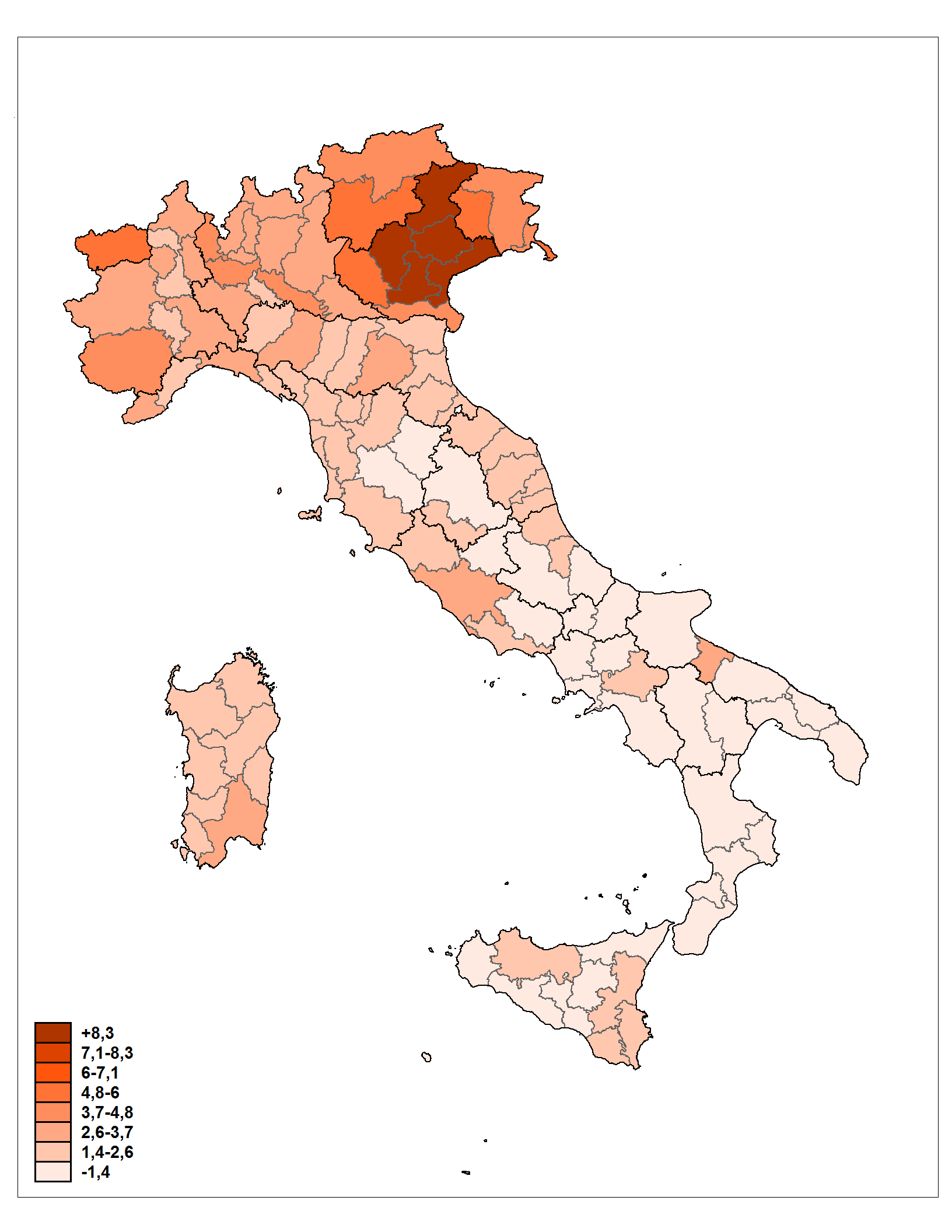
Laura Puppato (I turno)
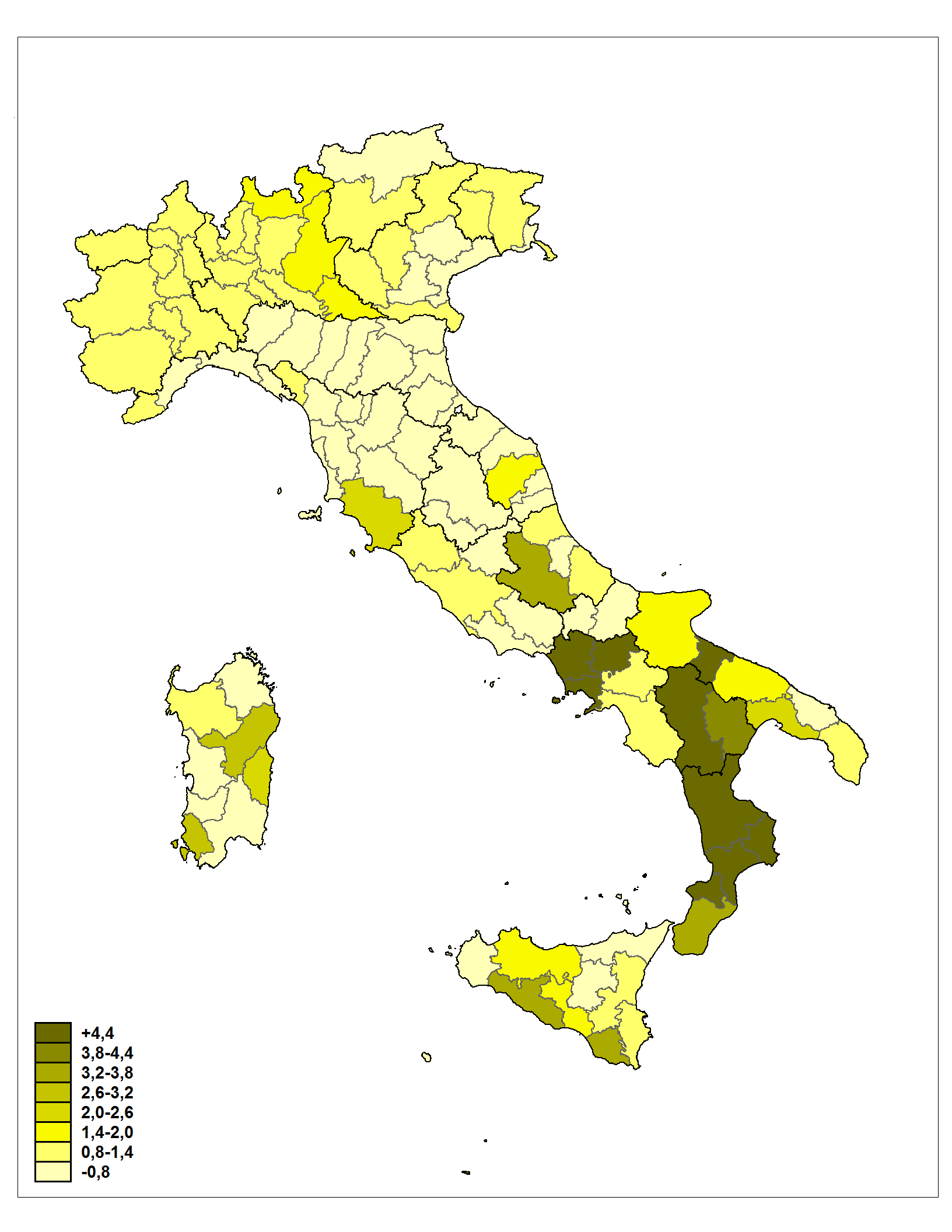
Bruno Tabacci (I turno)
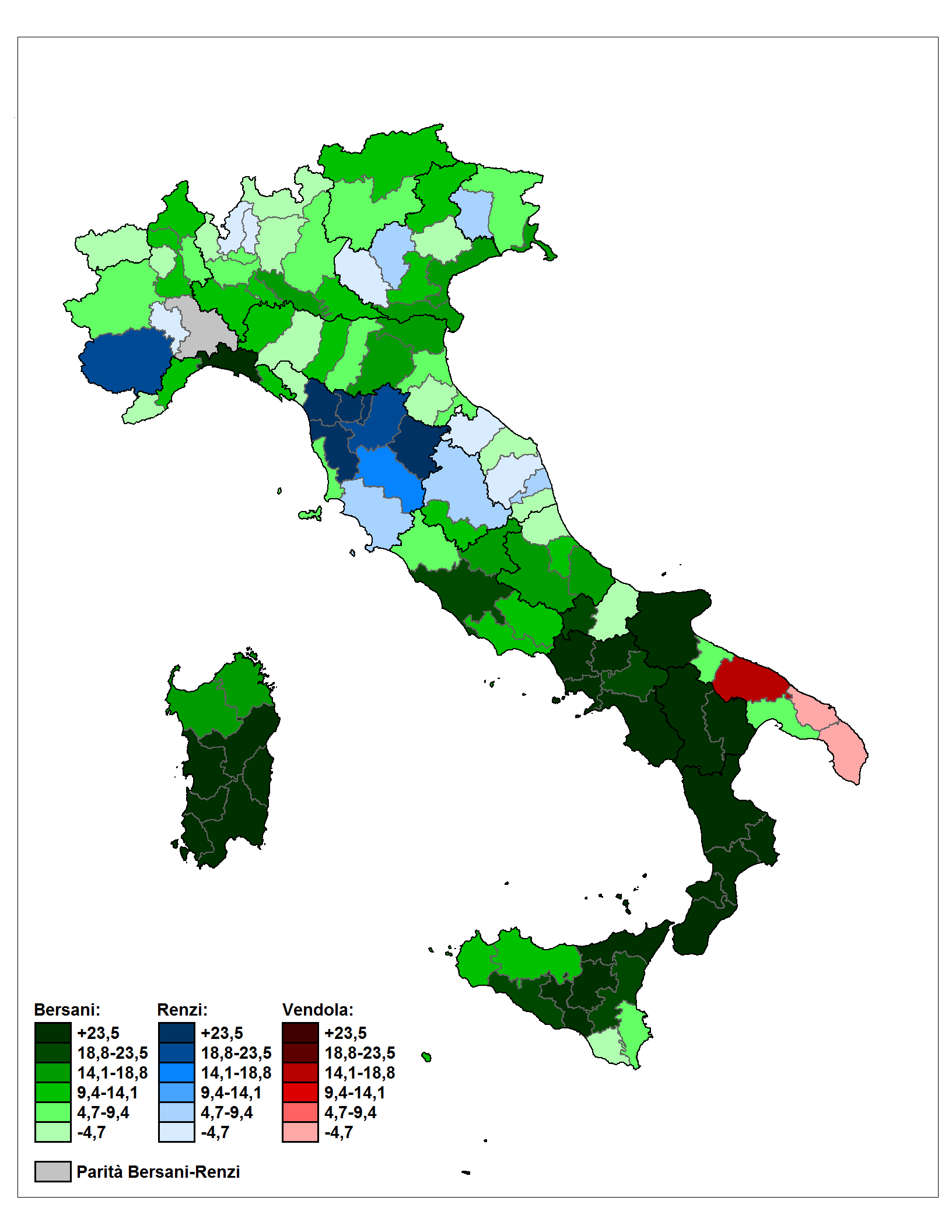
Distacco tra i candidati (I turno)

### Secondo turno
Il secondo turno si è svolto domenica 2 dicembre 2012 e si sono sfidati Pier Luigi Bersani e Matteo Renzi, entrambi del Partito Democratico. Il segretario del PD ha vinto ottenendo il 60.9% dei voti contro il 39.1% di Renzi. Bersani è quindi risultato essere il candidato alla Presidenza del Consiglio dei ministri per la coalizione di Italia. Bene Comune alle elezioni politiche del 2013.

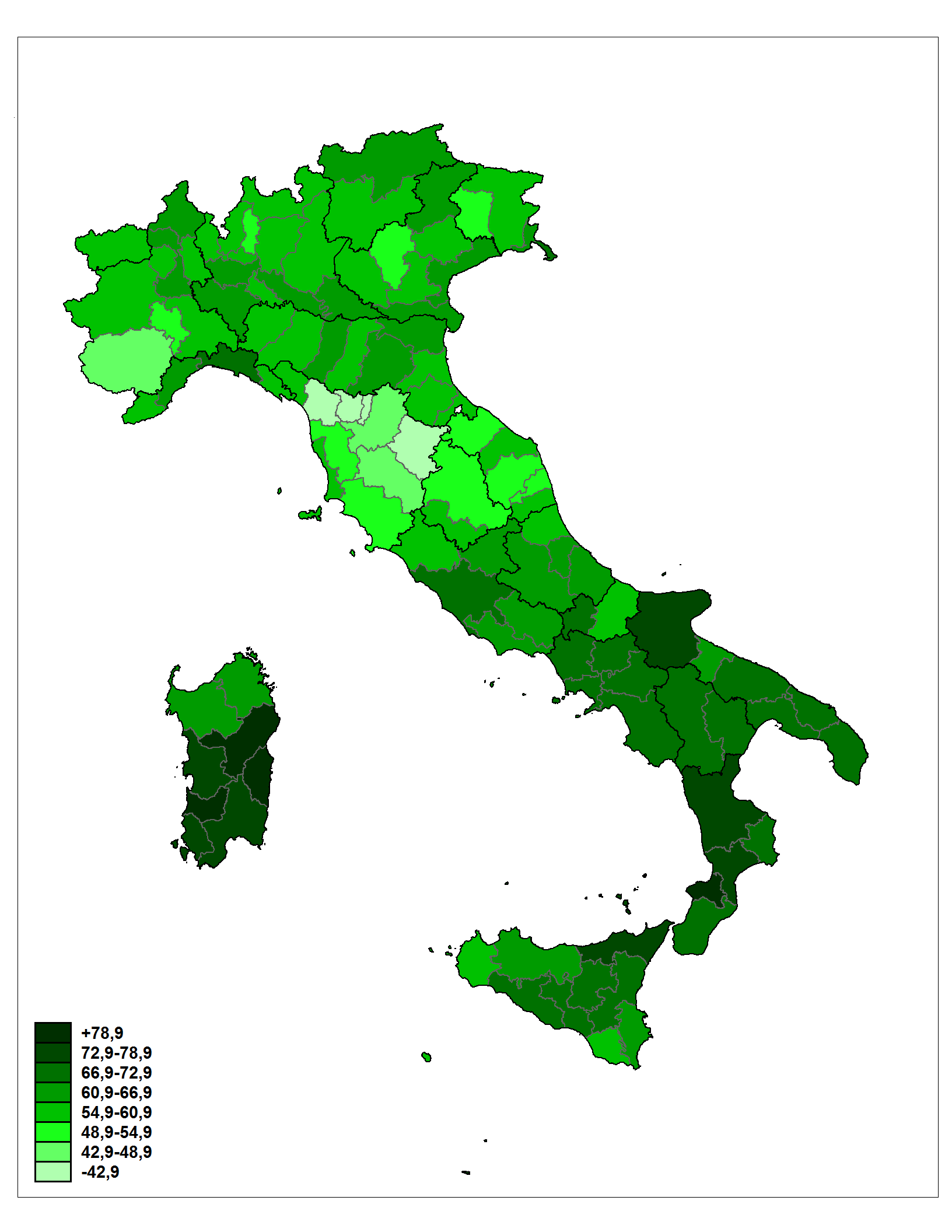
Pier Luigi Bersani (II turno)
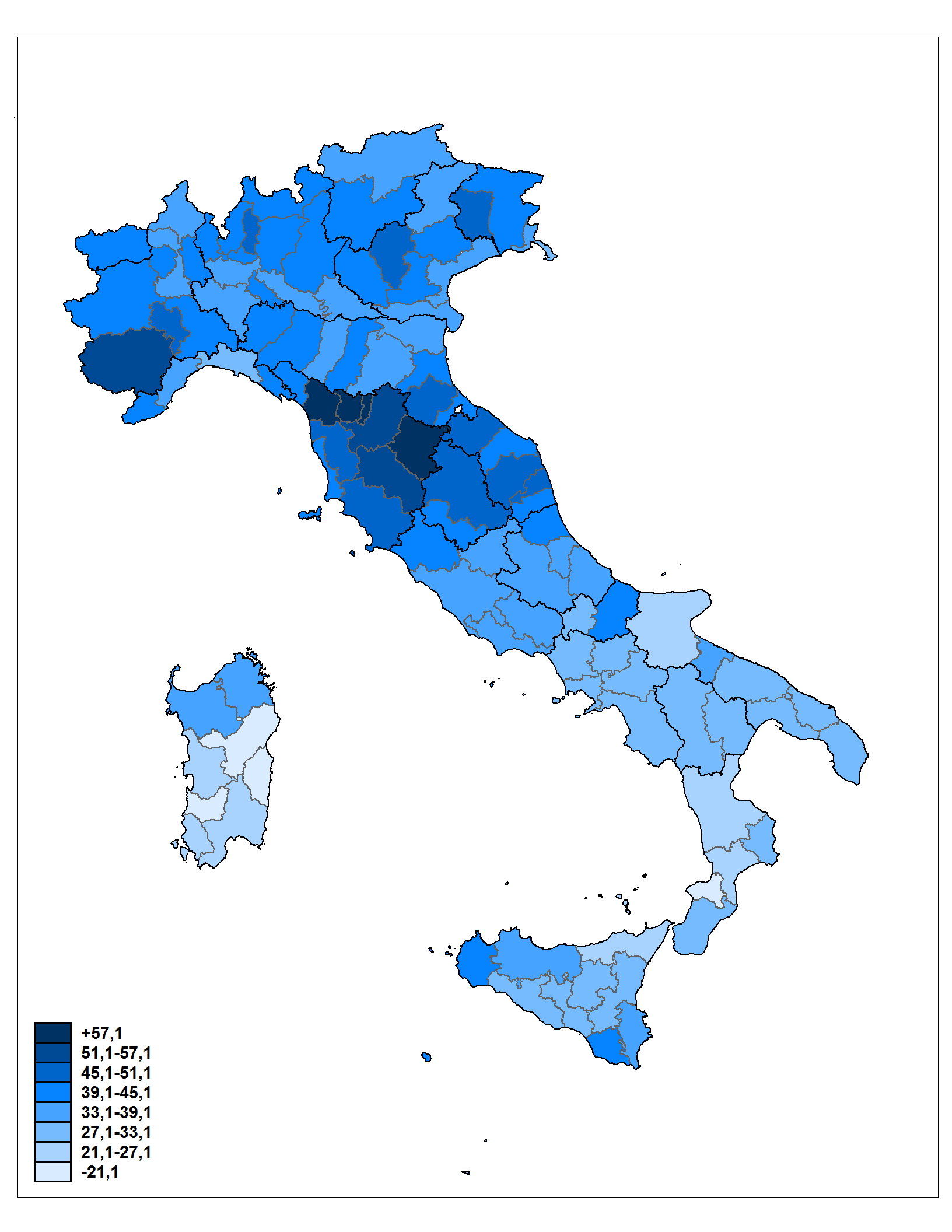
Matteo Renzi (II turno)
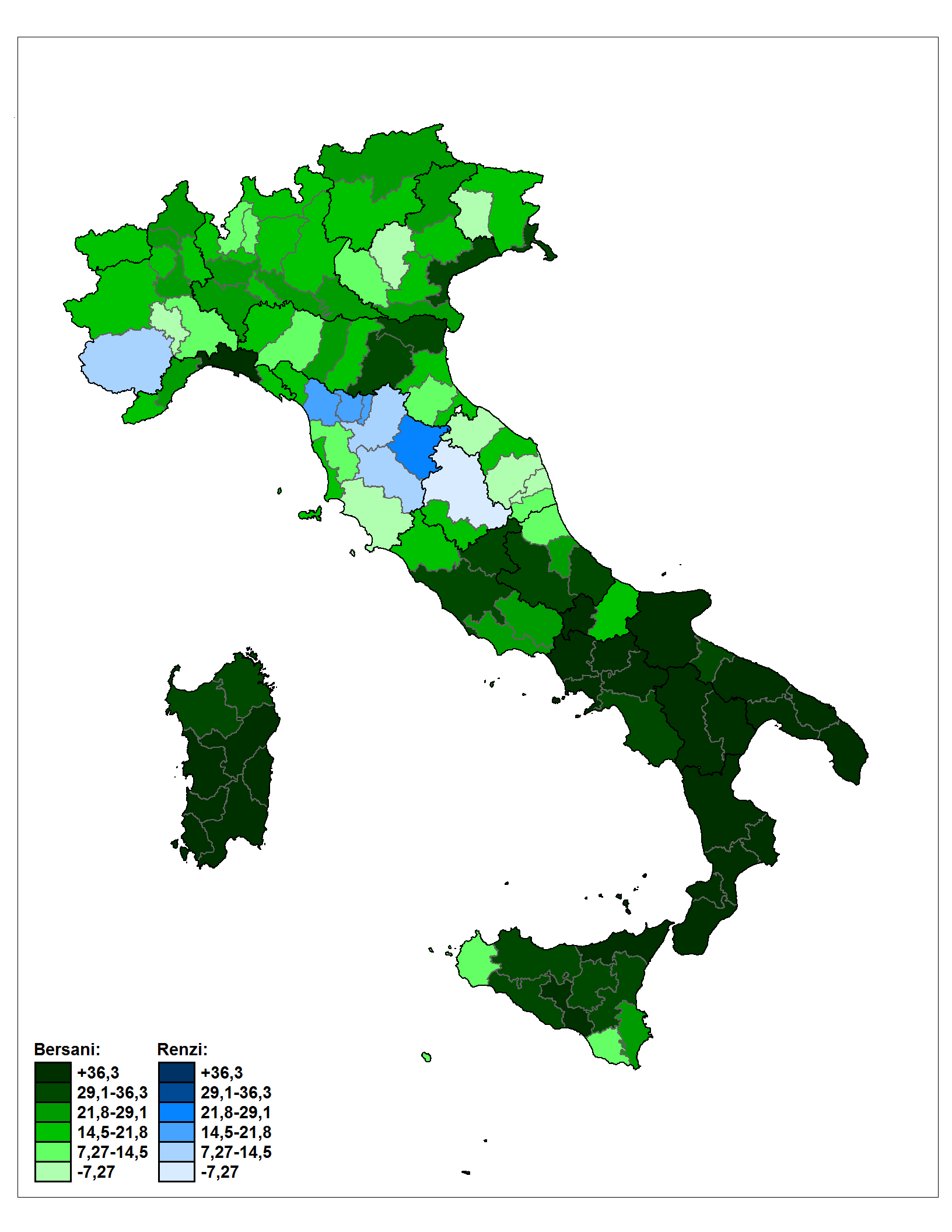
Distacco tra i candidati (II turno)